# Augustin Brassard
Pour l’article homonyme, voir Brassard.
Augustin Brassard (né le 16 juillet 1922, mort le 26 décembre 1971 à l'âge de 49 ans) fut un avocat, professeur, secrétaire et homme politique fédéral du Québec.

## Biographie
Né à Roberval dans la région du Saguenay–Lac-Saint-Jean, M. Brassard devint député du Parti libéral du Canada dans la circonscription fédérale de Lapointe en 1957. Réélu en 1958, sa carrière politique prit fin en 1962 alors qu'il perdit contre le créditiste Gilles Grégoire.